# Ликёро-водочная промышленность Украины
Ликёро-водочная промышленность Украины — одна из отраслей пищевой промышленности Украины, которая специализируется на производстве крепких спиртных напитков.

## История
В сентябре 1945 года приказом Наркомата пищевой промышленности СССР в Киеве был открыт филиал Всесоюзного научно-исследовательского института спиртовой промышленности (5 июля 1957 года переименованный в Украинский НИИ спиртовой и ликёро-водочной промышленности).
В 1980 году на территории Украинской ССР действовали 25 специализированных предприятий ликёро-водочной промышленности (крупнейшими из которых являлись Львовский, Артёмовский, Донецкий, Ворошиловградский, Харьковский и Днепропетровский ликёро-водочные заводы) и два цеха по производству ликёро-водочных изделий при спиртовых комбинатах, которые производили различные виды водки, ликёры, наливки, десертные напитки, а также сладкие, полусладкие и горькие настойки из спиртовых соков, морсов, ароматических спиртов и настоек, получаемых в результате переработки плодово-ягодного и ароматического растительного сырья с добавлением сахарного сиропа, виноградных вин, коньяка, лимонной кислоты, этилового спирта (получаемого в основном из зерна), специально подготовленной питьевой воды и других продуктов.
Ликёро-водочная промышленность действовала в производственной кооперации с предприятиями спиртовой, сахарной и ряда других отраслей пищевой промышленности. После начала в мае 1985 года антиалкогольной кампании в СССР объёмы производства и реализации продукции были уменьшены, часть производственных мощностей была перепрофилирована на производство безалкогольных напитков.
После провозглашения независимости Украины предприятия перешли в ведение государственного комитета пищевой промышленности Украины, ограничения на производство алкоголя были отменены. Кроме того, 25 ноября 1993 года Кабинет министров Украины разрешил производство крепких спиртных напитков на Кировском винзаводе. В результате, в 1993 году в стране было произведено 40,4 млн. дал водки и крепких спиртных напитков (наивысшее значение с момента провозглашения независимости). В дальнейшем, в условиях экономического кризиса 1990х годов объёмы их производства стали снижаться.
В марте 1995 года Верховная Рада Украины внесла 16 ликёро-водочных заводов в перечень предприятий, приватизация которых запрещена в связи с их общегосударственным значением. Также, в 1995 году для отрасли были приняты новые государственные стандарты.
После создания в июне 1996 года государственного концерна спиртовой и ликёро-водочной промышленности «Укрспирт», 17 предприятий ликёро-водочной промышленности были переданы в ведение концерна «Укрспирт». В 1998 году было произведено 20,8 млн дал водки и крепких спиртных напитков (наименьшее значение в 1990е годы), однако в дальнейшем объёмы их производства начали увеличиваться. Так, с начала января до конца ноября 2003 года в стране было выпущено 23,253 дал ликёро-водочных изделий.
В январе 2001 года было возбуждено дело о банкротстве Харьковского ликёро-водочного завода.
В январе 2004 года было возбуждено дело о банкротстве Азовского ликёро-водочного завода.
21 ноября 2006 года было возбуждено дело о банкротстве Новоселицкого ликёро-водочного завода, в июле 2007 года он был признан банкротом и началась процедура его ликвидации. В январе 2007 года было возбуждено дело о банкротстве Винницкого ликёро-водочного завода.
Начавшийся в 2008 году экономический кризис осложнил положение в отрасли, к началу декабря 2009 года 32 предприятия ликёро-водочной промышленности либо полностью остановили работу, либо работали не более чем на 20 % мощности. В целом, производство ликеро-водочных напитков в 2009 году снизилось на 44 % в сравнении с 2008 годом (до 13 млн дал), но в начале 2010 года ситуация стабилизировалась.
В мае 2010 года было возбуждено дело о банкротстве Черниговского ликёро-водочного завода (г. Чернигов).
В декабре 2010 года было возбуждено дело о банкротстве Уманского ликёро-водочного завода.
После начала войны в Донбассе весной 2014 года Луганский ликёро-водочный завод остался на территории, контролируемой самопровозглашённой Луганской Народной Республикой; после семи месяцев простоя, в январе 2015 года он возобновил работу как предприятие ЛНР.